# Burgstraße 25 (Runkel)

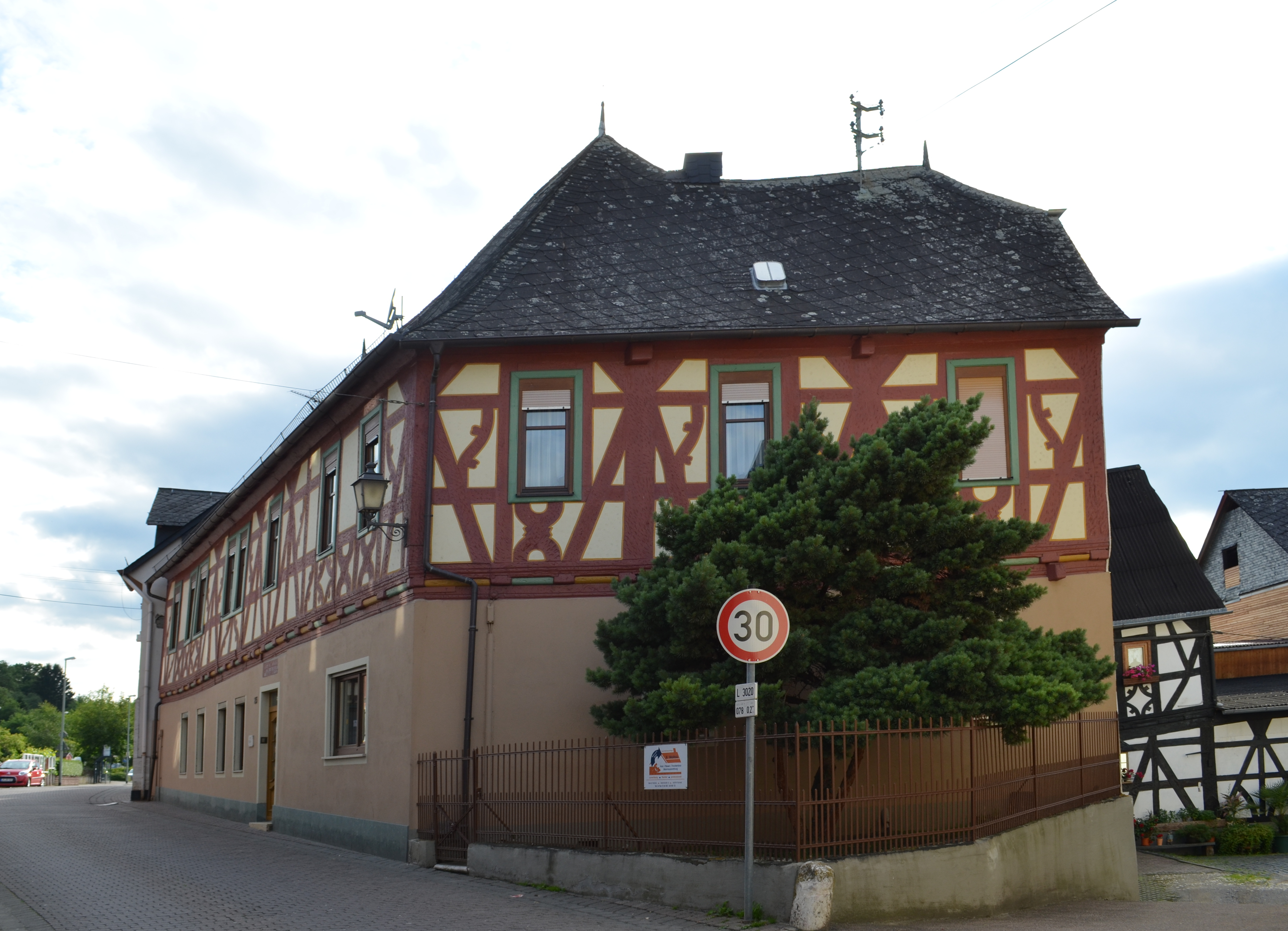
Fachwerkhaus Burgstraße 25 in Runkel

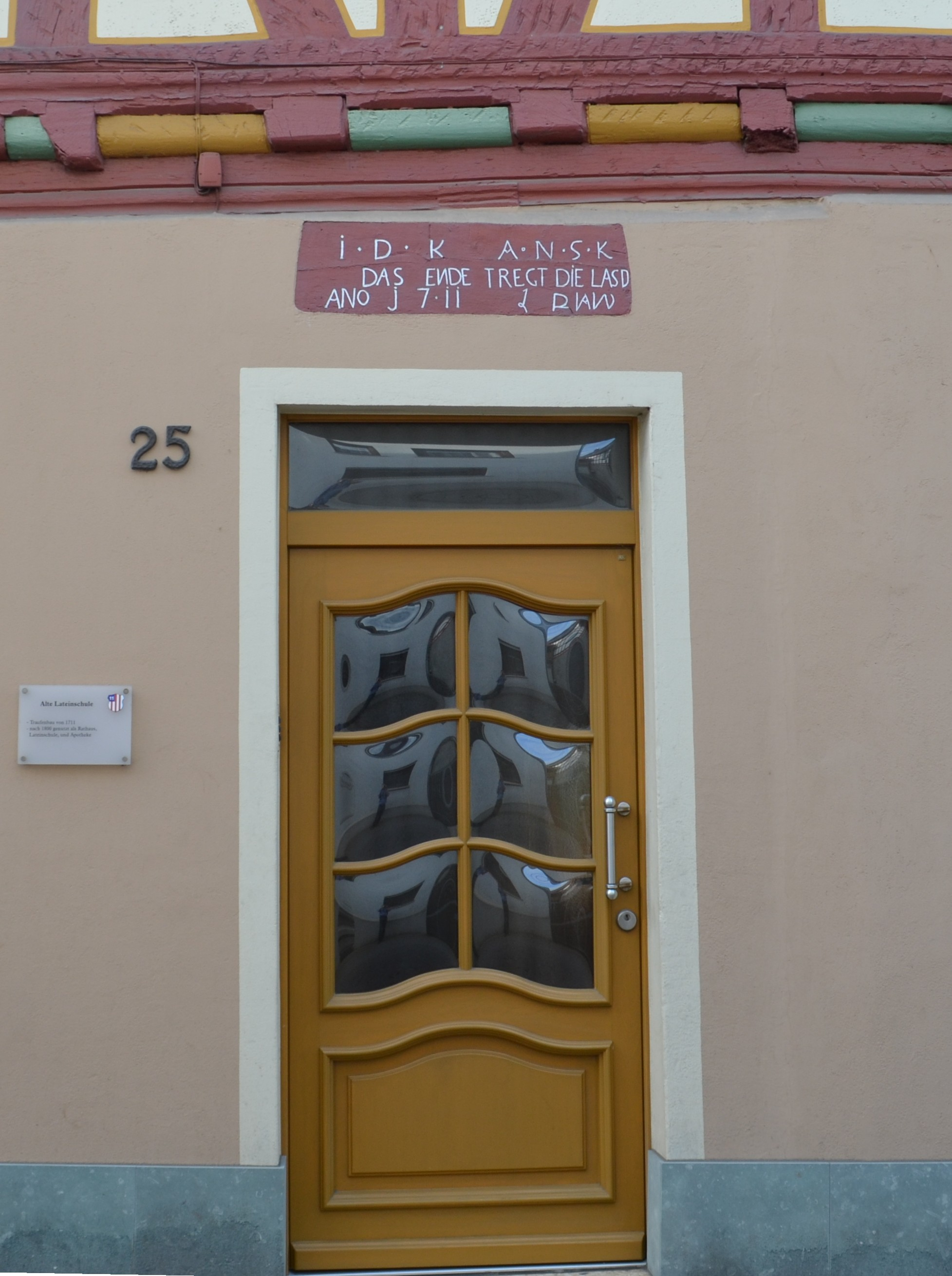
Inschriftentafel mit der Jahreszahl 1711 über der Tür

Das Gebäude Burgstraße 25 in Runkel, einer Gemeinde im mittelhessischen Landkreis Limburg-Weilburg, wurde 1711 errichtet. Das zweigeschossige Fachwerkhaus ist ein geschütztes Kulturdenkmal. 
Der langgezogene und abgewinkelte traufseitige Bau hat am Obergeschoss eine vier- und dreizonige Fachwerkwand mit hohen Mannfiguren und unter den Brüstungen Andreaskreuze, Rauten und Schweifstreben. Über der Tür ist eine Inschriftentafel mit der Jahreszahl 1711 angebracht.
Um 1800 waren hier das Rathaus, die Lateinschule und die Apotheke untergebracht. Das Krüppelwalmdach mit kleinen Zierspitzen stammt aus dieser Zeit. Danach befand sich das Gasthaus Zur Traube in dem Gebäude.